# Callistoplax retusa
Callistoplax retusa är en blötdjursart som först beskrevs av Sowerby 1832.  Callistoplax retusa ingår i släktet Callistoplax och familjen Ischnochitonidae. Inga underarter finns listade i Catalogue of Life.